# Areszt Śledczy w Szamotułach
Areszt Śledczy w Szamotułach – areszt w Szamotułach, podlegający pod Okręgowy Inspektorat Służby Więziennej w Poznaniu. Zlikwidowany został 30 listopada 2018 r. i włączony w struktury Zakładu Karnego we Wronkach, jako oddział zewnętrzny tej jednostki.
Przeznaczony był dla mężczyzn tymczasowo aresztowanych, skazanych i ukaranych, będących do dyspozycji:
- Prokuratury Rejonowej i Sądu Rejonowego w:
  - Szamotułach
  - Obornikach Wielkopolskich
  - Chodzieży
  - Trzciance

Areszt Śledczy w Szamotułach powstał w dwudziestoleciu międzywojennym. Przy areszcie znajdował się sąd grodzki, który spalono po II wojnie światowej. Do końca lat 70. szamotulska jednostka mieściła się w jednym pawilonie. Po kapitalnym remoncie i dobudowaniu budynku administracji oraz budynku gospodarczego, w drugiej połowie 1983 roku, areszt został oddany do ponownego użytku. Od lat 80. do początku lat 90. przy areszcie istniał Oddział Zewnętrzny w Mrowinie, 15 km od Szamotuł. Kierowani byli tam recydywiści, którzy pracowali w rolnictwie i budownictwie.
Osadzeni w szamotulskim areszcie zatrudniani byli do prac na rzecz Miasta i Gminy Szamotuły oraz powiatu szamotulskiego.
W jednostce znajdował się również oddział zakładu karnego typu półotwartego dla recydywistów penitencjarnych. W jednostce mogło znajdować się 202. osadzonych.
AŚ Szamotuły sąsiadował z nowym budynkiem Sądu Rejonowego i Prokuratury Rejonowej w Szamotułach. Oba budynki mają podziemne połączenie.